# Constantin Parascan
Constantin Parascan (n. 26 ianuarie 1944, Măgirești, județul Bacău) este un scriitor român, membru al Uniunii Scriitorilor din România, Președintele Fundației Culturale „Urmașii Răzeșilor Găzari de pe Valea Tazlăului Sărat”, cu sediul Muzeului în comuna Măgirești, sat Prăjești, str. „Constantin Parascan”, județul Bacău.

### Biografie
Este fiul lui Costachi Parascan și al Mariei (decedată în 1945), ambii răzeși agricultori. Studii: Școala Primară în satul Prăjești, com.Măgirești (1950-1954), Școala Elementară în Măgirești (1956-1959). Urmează apoi Școala Profesională de Chimie în orașul Târnăveni, jud. Mureș (1959-1962), finalizându-și studiile liceale la Liceul Teoretic din Tg.Ocna și Onești, jud.Bacău (1962-1966).
În perioada 1967-1972 este student  al Facultății de Filologie, Secția Română-Italiană, de la Universitatea „Alexandru Ioan Cuza” din Iași, terminând ca Șef de Promoție. Obține Doctoratul în literatură română cu teza „Ion Creangă - Măștile Inocenței",  în 2000.  Este muzeograf la Bojdeuca lui Ion Creangă (1972-1975) și coordonatorul instituției (din 1990 până astăzi).
Lucrează la Muzeul Literaturii Române Iași, Casa „Vasile Pogor” (1975-1984) și devine Șef de Secție al M.L.R. (1984-1989).
Realizează tematicile științifice și muzeele: „Viața și opera lui Creangă”, „Bojdeuca din Țicău" (1984-1989), „Viața și opera lui Eminescu” și Muzeul „Mihai Eminescu” din parcul Copou, Iași (1984-1989); „Viața și opera lui G.Topârceanu” și Casa memorială G.Topârceanu din str.Ralet, Iași (1984); Casa Pogor – Literatura în perioada 1875-1989.
În perioada 1984-1989 coordonează și organizează Prelecțiunile Junimii de la Casa Pogor, la care conferențiază, printre alții, Alexandru Piru, Zoe Dumitrescu-Bușulenga, Geo Bogza, Eugen Simion, Andrei Pleșu, Gabriel Liiceanu, Constantin Noica, Ioan Alexandru.
Din 1992 este organizatorul și coordonatorul Concursului Național „Ion Creangă” de creație literară – Povești de la Bojdeuca din Țicău, realizând, în colaborare cu Editura Junimea și alte edituri, 16 antologii cu povești premiate - „Poveștile de la Bojdeucă” 
Din 2003 până în 2009 a făcut parte din Catedra de Literatură a Facultății de Litere de la Universitatea „Vasile Alecsandri”, Bacău: lector, conferențiar și profesor universitar dr., secretar științific, redactează revista Studii literare și științifice și  inițiază, fondează și susține prima revistă studențescă băcăuană „Junimea studențească băcăuană”, împreună cu Adrian Jicu
Profesor universitar dr. asociat la Institutul de Studii Europene „Ștefan Lupașcu” - Facultatea de Științe și Litere, Departamentul de științe ale comunicării, specializarea  Jurnalistică, unde predă  cursurile: Literatură și Jurnalistică (Scriitori jurnaliști), Retorica discursului publicistic, Relații publice și Publicitate (1999-2017).
Debut literar, cu proză, în revista „Alma Mater” (Universitatea „Al.I.Cuza”, Iași, 1970). Debut în volum, prin concurs, în 1981 (Editura Junimea). Colaborează la „Opinia studențească”, „Cronica (revistă de cultură)|Cronica”, „Convorbiri literare”, „Revista muzeelor”, „Almanahul Convorbirilor literare”, „Almanahul Ateneu”, ziare și reviste din Iași, București, Chișinău, Focșani, Vaslui, Bacău, Bârlad, Cluj, Suceava, Mureș ș.a.
Frecventează cenaclurile: „N.Labiș” de la Universitatea „Al.I.Cuza” din Iași (1967-1972); „Ion Creangă” de la Casa Creației Populare Iași (1968-1972); „M.Eminescu” de la Casa de Cultură a Studenților Iași (1968-1974). Fondează, împreună cu Daniel Dumitriu, cenaclul „Junimea” al M.L.R. și al revistei „Convorbiri literare” (1975-1986). Înființează și conduce Cenaclul „I.Creangă” al M.L.R. la Bojdeuca din Țicău, din anul 1991.

### Activitate literară
- Muzeograf la Muzeul Literaturii Române, Iași (Bojdeuca ,,I. Creangă"), 1972-2008
- A fondat și  condus (împreună cu Daniel Dimitriu) Cenaclul literar Junimea (1975-1985)
- A fondat și condus Cenaclul literar Ion Creangă (1991-2001)
- A inițiat și organizat Concursul Național de Povești (1994-2001)
- Doctorat în LITERE, anul 2000, cu TEZA Ion Creangă - Măștile inocenței (Viața și opera) 1998-2000
- Profesor  asociat la Institutul de Studii Europene ,,Ștefan Lupașcu" - Facultatea de Științe și Litere, Departamentul de științe ale comunicării, specializarea JURNALISTICĂ, unde a predat cursurile: Literatură și Jurnalistică (Scriitori jurnaliști), Retorica discursului publicistic, Relații publice și Publicitate
- Articole științifice publicate în reviste, jurnale, participări la manifestări științifice naționale și internaționale, membru în colectivele de redacție, comitetele științifice ale unor reviste, organizator de sesiuni științifice studențești

### Afilieri
- Membru al Uniunii Scriitorilor din România (1990) și al COPYRO

### Debut
- Debut absolut: rev. ,,Alma Mater", 1970, cu proza: ,,Coborârea din urmă"
- Debut editorial prin concurs: ,,Ușile nopții", roman, Editura Junimea, Iași, 1981

### Colaborări
- A colaborat la: „Alma Mater", „Opinia studențească", „Cronica", „Convorbiri literare", „Ateneu", „Revista muzeelor", antologii, volume de istorie literară și muzeografie literară cu proză, articole și studii de teorie și istorie literară despre: I. Creangă, M. Eminescu, G. Topîrceanu, V. Alecsandri, M. Sadoveanu, V. Pogor, T. Maiorescu, Junimea ș.a.; studii și prefețe despre prozatori și poeți clasici și contemporani

### Volume publicate
- 1981 - Ușile nopții, roman, debut prin concurs, 134 pagini, Editura Junimea, Iași
- 1983 - Ion Creangă - „Nu știu alții cum sînt…", album literar-monografic (în colaborare), Editura Junimea, Iași
- 1984 - Bojdeuca „Ion Creangă", monografie, reeditată în 1987, 1989
- 1984 - Sufletul nostru dintîi, roman, 183 pagini, Editura Junimea, Iași
- 1988 - Vămile iubirii, roman, 221 pagini, Editura Junimea, Iași
- 1994 - Orga de argint, roman, 149 pagini, Editura Junimea, Iași
- 1995 - Creangă și copiii, ediție îngrijită și prefațată, Editura Porțile Orientului, Iași, reeditată în 1996, 1997, 1998
- 1996 - Povestea vieții lui Ion Creangă, monografie, Casa Editorială Regina, Iași
- 1996 - Scrierile lui I. Creangă (vol. I si II, 1890, 1892) - ediție CENTENAR, cu o postfață intitulată Editarea Scrierilor lui Creangă, Junimea, Iași
- 1999 - Ion Creangă și Lumea în care a trăit (1837-1889), Dicționar cronologic de cultură, istorie literară româneasca și universală, 206 pagini, Editura Sagittarius Libris, Iași
- 2000 - Ion Creangă - Măștile inocenței (Viața și opera), 400 pagini, colecția Monographia 1, Editura Junimea, Iași; Premiul de excelență al Fundației Culturale ,,Ion Creangă” „Tg. Neamț-Humulești; Premiul Uniunii Scriitorilor, Filiala Iași la secțiunea istorie literară
- 2001 - Ion Creangă - Amintiri din copilărie, ediție jubiliară, ,,120 de ani de la apariție", cu un studiu Autobiografie si ficțiune în Amintiri din copilărie, Editura Sagittarius Libris, Iași
- 2002 - Eminescu și Creangă la Junimea, 168 pagini, Ed. Timpul, Iași
- 2003 - Preoția lui Creangă, Editura Sagittarius Libris, Iași, 126 pagini, (2001 - Premiul Uniunii Scriitorilor din România, Filiala Iași, pe anul 2000)
- 2004 – Monografie sadoveniană toponimico-literară, 400 pagini, Editura Timpul, Iași, apărută cu sprijinul Ministerului Educației și Cercetării
- 2004 – Cum i-am cunoscut…Portrete literare, 298 pagini, Editura Convorbiri literare, Iași, apărută cu sprijinul Ministerului Culturii și Cultelor din România
- 2004 – Gimnastica umbrelor, 276 pagini, Editura Junimea, Iași
- 2004 – Sufletul nostru dintâi, ediție definitivă, completă, cuprinzând pasajele cenzurate în 1984, 300 pagini,  Editura Timpul, Iași
- 1996 – 2016, volumele I – XVI, Poveștile de la Bojdeucă, premiate la Concursul Național de Povești “Ion Creangă”, (redactare, editare)
- 2006 – Istoria Junimii postbelice, 257 pagini, Editura Timpul, Iași, Editată cu sprijinul Autorității Naționale de Cercetare Științifică din România
- 2006  – Ion Creangă. Măștile inocenței, 400 pagini, Editura Prut Internațional/Chișinău, Republica Moldova
- 2008 – Acasă la Ion Creangă-Povestea Bojdeucii din Țicău la 90 de ani, Editura Sagittarius Libris, Iași
- 2008 – Acasă la Ion Creangă. Humulești-Neamț și Țicău-Iași, Editura Panfilius, Iași
- 2011 - Istoria Junimii Postbelice (1975-1990), 561 pagini Iași, Ed. Timpul
- 2015 - NUME DE PERSOANE  în localitățile de pe Valea Tazlăului Sărat-Bacău din cele mai vechi timpuri până azi, 290 pagini, Ed. Panfilius, Iași
- 2016 - Roua limbii dacilor/ 89 respirări pentru 89 cuvinte rămase moștenire din limba dacilor/ Carte de învățătură pentru copii și tineri, 94 pagini, Ed. Panfilius, Iași
- 2017 - Povestea vieții lui Ion Creangă, Ediția a doua, revizuită și îmbunătățită, 192 pagini, Panfilius, Iași
- 2017 - Istoria vieții culturale și a muzeelor literare ieșene în ultimele decenii comuniste, 1050 pagini, Ed. „Timpul”, Iași
- 2018 - Acasă la Ion Creangă/ Povestea Bojdeucii din Țicău la CENTENAR, 400 pagini, Panfilius, Iași

### Premii și distincții
- Laureat al Premiului I al Concursului de Proză, 1989
- Premiul Special și diplomă la Salonul Internațional de Carte din Chișinău, 1999
- Premiul Uniunii Scriitorilor din România, Filiala Iași pentru volumul ,,Ion Creangă-Măștile inocenței", viața și opera, Junimea, 2000

- Diplomă pentru întreaga activitate literară conferită de Revista ,,Convorbiri Literare”, la împlinirea a 60 de ani, 2004
- Medalie ,,Meritul Cultural” în Clasa I, categoria E, Patrimoniul Cultural Național din partea Președinției României, 2004, 7 februarie
- Premiul de excelență al Fundației Culturale ,,I.Creangă"
- Premiul Revistei ,,Convorbiri Literare”pentru ,,Realizarea unei Punți între Clasic și Modern în Discursul Românesc”, la Ediția a VIII-a a zilelor Revistei,  2004, 22-25 aprilie
- Premiul Ministerului Culturii al Republicii Moldova pentru Poveștile de la Bojdeucă, vol. VI, 2005
- Premiul Ministerul Educației și Tineretului, R. Moldova pentru ,,Ion Creangă - Măștile Inocenței" Ed. Prut Internațional, Chișinău 2006-2007
- Diplomă la Salonul Internațional de Carte pentru Copii și Premiul Ministerului Educației Republicii Moldova pentru vol. ,,Ion Creangă  - Măștile Inocenței, Ed. Prut Internațional, aprilie 2007
- UAT Măgirești (Bacău) îi oferă Cetățenia de Onoare a comunei Măgirești, 2010
- Senatul Universității ,,V.Alecsandri” îi conferă titlul de ,,Profesor Emerit” 2011, 23 mai
- Premiul Uniunii Scriitorilor pentru Critică și Istorie Literară și Eseu (Filiala Iași) pentru vol. ,,Istoria Junimii Postbelice”, 2012
- Diplomă acordată de Ministerul Culturii Republicii Moldova pentru vol. „Ion Creangă – Măștile Inocenței”, „Acasă la Ion Creangă , Humulești-Neamț, Țicău-Iași”, „Acasă la Ion Creangă – Povestea Bojdeucii din Țicău la 90 de ani”, 2012
- Premiul Ministrului Educației al Republicii Moldova pentru vol. „Istoria Junimii Postbelice”, ed. Timpul, Iași, 2013, 18-21 aprilie
- Premiul de Excelență al Uniunii Scriitorilor din România, Filiala Iași, 10 oct.2014
- Premiul Pogor oferit de Primăria Municipiului Iași la Sărbătorile Iașilor în ,,Seara Valorilor” pentru activitatea și opera exegetică dedicate creației și vieții lui Ion Creangă, 14 oct. 2014
- Diploma, premiul și medalia „Teiul de Aur" la Secțiunea Literatură, pentru întreaga activitate literara dedicate lui Eminescu și Creangă (premiile Eminescu pentru literatură, arte vizuale, colecții și colecționari, Ed.14,  Botoșani, ale Editurii. Geea), 13 iunie 2015
- Cetățean de Onoare al orașului Tg. Neamț, 2017
- Diploma Centenar... pentru contribuția adusă la dezvoltarea și promovarea literaturii și culturii românești, la aniversarea centenarului primului Muzeu Literar din România, „Muzeul Ion Creangă”, aprilie 2018
- Societar de Onoare al Bojdeucii, 15 aprilie 2018